# Рублене
Ру́блене — село в Україні, у Вільхуватській сільській громаді Куп'янського району Харківської області. Населення становить 678 осіб. До 2020 орган місцевого самоврядування — Рубленська сільська рада.

## Географія
Село Рублене знаходиться за 2 км від кордону з Росією, на відстані 2 км розташовані села Березники, Озерне, Потихонове та Крейдянка. Поруч із селом знаходяться балки Середній Яр и Артебіна. Частина села раніше називалася Куреньки.

## Історія
- 1650 — дата заснування.
- На початку-середині XVII століття від набігів кримських татар в Російській імперії на південних і південно-східних кордонах будували оборонні лінії. Село Рублене з'явилося на Бєлгородській оборонній лінії, яка перекривала Ізюмський і Муравський шлях. Швидше за все спочатку село було сторожовим постом, Згодом перетворилося на слободу.
- По «Списками населених місць Харківської губернії» 1864 року село проходить як «… казенна слобода …», тобто, в селі спочатку проживали не кріпаки, а казенні, державні селяни. Сама назва Рублене походить від рубаної церкви Покрови Пресвятої Богородиці (в 1860 році була побудована нова церква замість старої, зношеної), яка була зроблена в «російському» рубаному стилі з дерева. Церква була повністю зруйнована в середині XX століття.
- Село постраждало внаслідок геноциду українського народу, проведеного урядом СРСР в 1932—1933 роках, кількість встановлених жертв — 212 людей[1].
- 12 червня 2020 року, відповідно до розпорядження Кабінету Міністрів України  № 725-р «Про визначення адміністративних центрів та затвердження територій територіальних громад Харківської області», увійшло до складу Вільхуватської сільської громади.[2]
- 19 липня 2020 року, в результаті адміністративно - територіальної реформи та ліквідації Великобурлуцького району, село увійшло до складу Куп'янського району Харківської області[3].

## Економіка
- «Рубана», сільськогосподарський виробничий кооператив.

## Об'єкти соціальної сфери
- Школа I—III ст.

## Пам'ятки
- В околицях села велика колонія степових бабаків.